# Філіп Девіс
Філіп Едвард «Хоробрий» Девіс (7 червня 1951 , Нассау ) —  багамський політик і адвокат, прем'єр-міністр Багамських Островів з 17 вересня 2021 року і член парламенту від островів Кет, Рам-Кі та Сан-Сальвадора з травня 2002 року. 
Девіс був віце-прем’єр-міністром в уряді Перрі Крісті та міністром громадських робіт та розвитку міста 2012 — 2017 рр. 
Лідер опозиції у парламенті з травня 2017 року до вересня 2021 року, на чолі прогресивної ліберальної партії, виграв вибори 2021 та очолив уряд.

## Біографія

### Раннє життя
Народився 7 червня 1951 року в Нассау у бідній родині. 
Раннє дитинство провів зі своїм братом Елвіном, бабусею та дідусем на острові Кет, де навчався у загальноосвітній школі «Old Bight». 
Після повернення до Нассау продовжив навчання у «Eastern Schools» та коледжі Сент-Джона. 

### Політична кар'єра
З 2002 був депутатом Палати зборів парламенту Багамських островів від Прогресивної ліберальної партії. 
Коли Прогресивна ліберальна партія виграла вибори 2012 року, обійняв посаду заступника прем'єр-міністра Багамських островів Перрі Крісті та міністром суспільних робіт та міського розвитку. 
Після виборів 2017 року, коли партія зазнала поразки, був обраний лідером Прогресивної ліберальної партії на з'їзді партії у жовтні 2017 року.
В 2015 році став Королівським адвокатом (QC).

### Міністр громадських робіт
В 2012—2017 рр як міністр суспільних робіт і міського розвитку Девіс займався забезпеченням близько 1 тис. будинків на островах Фемілі та Нью-Провіденс внутрішніми туалетами та питною водою, крім того, займався розвитком інфраструктури на островах, включаючи будівництво доріг, відновлення морських дамб, освітлення аеропорту Фемілі-Айлендс та ремонт будівель та доків, пошкоджених ураганами. 
Він заснував Програму ремонту невеликих будинків міського типу, у якій взяли участь понад 1 тис. домовласників та тисячі підрядників та торговців.

### Прем'єр-міністр
На виборах 16 вересня 2021 привів свою Прогресивну ліберальну партію до перемоги і був приведений до присяги як прем'єр-міністр Багамських островів
.